# Anne Seibel
Anne Seibel est une décoratrice de cinéma, ayant travaillé pour Steven Spielberg, Sofia Coppola ou Woody Allen.

## Biographie
Diplômée de l'École spéciale d'architecture de Paris, elle poursuit son apprentissage en travaillant sur divers films de réalisateurs célèbres allant de Serge Gainsbourg pour Stan the Flasher, Randall Wallace avec L'Homme au masque de fer, Casque bleu de Gérard Jugnot ou encore Tony Scott pour Spy Game, jeu d'espions.
Elle collabore sur Munich de Steven Spielberg au côté de Rick Carter (le futur chef décorateur d'Avatar), Le Diable s'habille en Prada de David Frankel, Rush Hour 3 de Brett Ratner, Phénomènes de M. Night Shyamalan, G.I. Joe : Le Réveil du Cobra de Stephen Sommers ou encore Marie-Antoinette de Sofia Coppola. C'est sur le tournage de ce dernier qu'elle rencontre le producteur Ross Katz qui lui permet de devenir chef décoratrice sur un film indien pour la première fois, en l'occurrence Road, Movie de Dev Benegal, sélectionné au festival de Berlin dans la catégorie Génération 14 Plus.
Elle signe les décors du film en France de Au-delà de Clint Eastwood et de Minuit à Paris réalisé par Woody Allen, qui a fait l'ouverture du 64e festival de Cannes et a été nommée pour ce film à l'Oscar dans la catégorie Meilleure direction artistique en 2012.
Woody Allen lui confie deux films ensuite To Rome with Love  et Magic in the Moonlight
Elle signe deux films français : Une Rencontre de Lisa Azuelos et Le grand Partage d'Alexandra Leclère.
Eleanor Coppola collabore ensuite avec elle pour son premier long métrage Paris Can Wait.
Retour au cinéma indien avec la création des décors d'un film Bollywood tourné à Paris Befikre d'Aditya Chopra.
En 2018 le film qu'elle a fait avec Ralph Fiennes sur Noureev The White Crow lui vaut une nomination aux British Independent Film Awards (BIFA)
Damien Chazelle lui offre sa première série Netflix The Eddy, entièrement tournée à Paris.
Elle continuera avec Darren Star pour sa série Emily in Paris
Elle co-dirige aussi le département décor de la FEMIS avec le décorateur de cinéma Nicolas de Boiscuillé.

## Filmographie

### Chef décoratrice
- 2003 : Tempo d'Eric Styles
- 2009 : Road, Movie de Dev Benegal
- 2011 : Minuit à Paris de Woody Allen
- 2012 : To Rome with Love de Woody Allen
- 2014 : Magic in the Moonlight de Woody Allen
- 2015 : Casanova de Jean Pierre Jeunet  Pilote série
- 2016 : Paris Can Wait (Bonjour Anne) de Eleanor Coppola
- 2018 : The White Crow (Noureev) de Ralph Fiennes
- 2019 : The Eddy de Damien Chazelle Série Netflix
- 2019 : Emily in Paris de Darren Star Série Paramount

### Décoratrice
- 2004 : Sex and the city de Darren Star (épisodes Paris)
- 2005 : Les Sopranos de Tim Van Patten (épisodes Paris)
- 2006 : Munich de Steven Spielberg (équipe de Paris)
- 2006 : Marie-Antoinette de Sofia Coppola (superviseur)
- 2006 : Le Diable s'habille en Prada de David Frankel (équipe de Paris)
- 2007 : Rush Hour 3 de Brett Ratner
- 2008 : Phénomènes de M. Night Shyamalan (équipe de Paris)
- 2009 : G.I. Joe : Le Réveil du Cobra de Stephen Sommers
- 2011 : Au-delà de Clint Eastwood (équipe en France)

### Ensemblière
- 1994 : Casque bleu de Gérard Jugnot
- 1996 : Golden Boy de Jean-Pierre Vergne
- 2004 : Le Tour du monde en quatre-vingts jours de Frank Coraci (équipe de Berlin)

### Divers et courts métrages
- 2001 : Spy Game, jeu d'espions de Tony Scott (assistante décoratrice)
- 1995 : L'Île aux pirates de Renny Harlin (assistante ensemblière)
- 2000 : Quel temps fait-il ? de Laurence de Moustier chef décoratrice (court) 1 prix festival
- 2003 : Sergueï et Tatiana de Jean-Yves Guilleux chef décoratrice (court)
- 2010 : It's Miraculous house de Stéphane Freiss chef décoratrice (court) 13 prix festivals
- 2012 : Waf Waf de Jim Shart chef décoratrice (court)
- 2013 : Inside The Pharma company de Matthieu Mai chef décoratrice (court)
- 2016 : Gorilla de Tibo Pinsard chef décoratrice (court) 47 prix festivals
- 2018 : Le Syndrome d'Archibald de Daniel Perez chef décoratrice (court)
- 2019 : Résurrection de Sabine Crossen chef décoratrice (court)